# Goran Kovacev
Goran Kovacev (* 5. März 1979 in Leverkusen) ist ein ehemaliger deutscher Basketballspieler.

## Werdegang
Kovacev wurde 1994 mit Bayer Leverkusen deutscher C-Jugend-Meister. 1995 wurde er von Dirk Bauermann zur Teilnahme an einem Trainingslager der Leverkusener Bundesliga-Mannschaft eingeladen, ab 1996 stand er im Bundesliga-Aufgebot der Rheinländer. Im zweiten Halbfinalspiel der deutschen Meisterschaft wurde er im April 1997 im Alter von 17 Jahren zum entscheidenden Mann beim 101:100-Sieg der Leverkusener, als er in den Schlussminuten des Spiels gegen Alba Berlin sieben Punkte erzielte. Wenige Tage später kam er im dritten Spiel gegen Berlin auf 17 Punkte. Kovacev wurde als bester Bundesliga-Neuling des Spieljahres 1996/97 ausgezeichnet. In den folgenden Jahren knüpfte er selten an solche Leistungen an. Den Aufbauspieler zeichnete unter anderem seine bissige Verteidigung aus, Verletzungen warfen ihn beim Kampf um den Durchbruch in der Bundesliga zurück.
2001 wechselte er zum Oberligisten Leichlinger TV, wo er unter Trainer Heimo Förster spielte und mit der Mannschaft den Aufstieg in die Regionalliga schaffte. 2002 kehrte Kovacev in Leverkusens Bundesliga-Mannschaft zurück, die mittlerweile von Trainer Förster betreut wurde. Er kam in 23 Bundesliga-Spielen der Saison 2002/03 auf einen Mittelwert von 3,2 Punkten je Begegnung. Kovacev trat mit Leverkusen im Laufe der Jahre in unterschiedlichen europäischen Vereinswettbewerben an und zeigte während des Spieljahres 2002/03 im FIBA Europe Regional Challenge Cup einige seiner besten Leistungen als Berufsbasketballspieler, als er zwischen Dezember 2002 und Februar 2003 in drei nachfolgenden Begegnungen zweistellige Punktwerte (Bestleistung: 18 Punkte) erreichte.
2003 wechselte Kovacev zum Zweitligisten SOBA Dragons Rhöndorf, mit denen er später, in der Saison 2008/2009, in der 2. Bundesliga Pro B den vierten Platz erreichte. Am Ende der Saison 2008/2009 beendete er seine Karriere.

## Erfolge
1997 „Rookie of the Year“ der Basketball-Bundesliga